# Hammarby IF Fotbolls statistik
En artikel med statistik rörande Hammarby IF Fotboll.

## Meriter
- Svenska mästare
  - SM-guld (1): 2001

- Allsvenskan (1924/1925-)
  - Segrare (1): 2001
  - Andra plats (2): 1982, 2003, 2024

- Allsvenskan slutspel (1982-1990)
  - Final (1): 1982
  - Semifinal (1): 1984
  - Kvartsfinal (1): 1983

- Svenska mästerskapet (1896-1924)
  - Final (1): 1922

- Svenska cupen (1941-) 
  - Segrare (1): 2021
  - Final (4): 1977, 1983, 2010, 2022

- Näst högsta serien (1924/1925-)
  - Segrare (12): 1936/1937, 1937/1938, 1938/1939, 1953/1954, 1957/1958, 1964, 1966, 1969, 1989, 1993, 1997, Superettan 2014

- Hallsvenskan
  - Segrare (1): 1984

- SM i inomhusfotboll (11-manna)
  - Segrare (1): 1991

- SM i Futsal (1994-)
  - Segrare (1): 1994

- Nackas minne (1977-1990, 2003-2004)
  - Segrare (9): 1978, 1979, 1980, 1981, 1982, 1983, 1984, 1987, 2003

- UEFA Champions League (1992/1993-)
  - Kvalomgång 2 (1): 2002/2003

- UEFA-cupen (1971/1972-2009)
  - Omgång 3 (1): 1985/1986
  - Omgång 2 (2): 2004/2005, 2007/2008

- UEFA Europa League (2009-)
  - Andra kvalomgången (1): Uefa Europa League 2020/2021

- UEFA Europa Conference League (2021-)
  - Playoff (1): Uefa Europa Conference League 2021/2022

- UEFA Cupvinnarcupen (1960/1961-1998/1999)
  - Omgång 2 (1): 1983/1984

- UEFA Intertoto Cup (1995-2008)
  - Segrare (1): 2007
  - Omgång 3 (1): 1999

- Tipscupen (1958-1994)
  - Gruppvinnare (1): 1983
  - Grupptvåa (1): 1992
  - Gruppspel (4): 1974, 1985, 1987, 1991

- Royal League (2004/2005-2006/2007)
  - Kvartsfinal (1): 2005/2006
  - Gruppspel (1): 2006/2007

## Spelare som har gjort över 100 matcher för Hammarby i seriespel
Uppdaterat 30 Mars 2024
| Spelare                 | Antal matcher |
| ----------------------- | ------------- |
| Kenneth Ohlsson         | 333           |
| Klas Johansson          | 286           |
| Kennedy Bakircioglu     | 269           |
| Mats Werner             | 251           |
| Tom Turesson            | 227           |
| Sten-Ove Ramberg        | 225           |
| Thom Åhlund             | 224           |
| Billy Ohlsson           | 217           |
| Jan Sjöström            | 217           |
| Per "Pelle" Fahlström   | 202           |
| Michael Andersson       | 202           |
| Nahir Besara**          | 200           |
| Mikael Hellström        | 177           |
| Mads Fenger*            | 171           |
| Ulf Eriksson            | 170           |
| David Johansson         | 168           |
| Mikael Andersson        | 167           |
| Johannes Hopf           | 156           |
| Suleyman Sleyman        | 155           |
| Mats Wahlberg           | 155           |
| Hans Nell               | 152           |
| Thomas Dennerby         | 149           |
| Jeppe Andersen*         | 148           |
| Per Holmberg            | 140           |
| José Monteiro de Macedo | 138           |
| Peter Gerhardsson       | 137           |
| Gunnar Wilhelmsson      | 137           |
| Sebastian Castro-Tello  | 134           |
| Karl-Evert Skoglund     | 132           |
| Björn Hedenström        | 131           |
| Pablo Piñones-Arce      | 130           |
| Björn Löf               | 125           |
| Ronnie Hellström        | 124           |
| Lasse Eriksson          | 123           |
| Gösta Lundell           | 122           |
| Simon Sandberg*         | 122           |
| Ante Covic              | 121           |
| Lars Boman              | 121           |
| Max von Schlebrügge     | 120           |
| Jens Gustafson          | 119           |
| Inge Persson            | 119           |
| Pétur Marteinsson       | 118           |
| Christer Fursth         | 117           |
| Mikael Rönnberg         | 117           |
| Jan "Lillen" Svensson   | 117           |
| Bernt Westerlund        | 116           |
| Arne Larsson            | 115           |
| Mikkel Jensen           | 111           |
| Mats Solheim            | 111           |
| Thomas Lundin           | 110           |
| Jonas Stark             | 110           |
| Darijan Bojanic*        | 110           |
| Sulo Vaattovaara        | 109           |
| Sven Lindberg           | 106           |
| Lars-Ove Johansson      | 103           |
| Imad Khalili            | 100           |

*Spelare som fortfarande är aktiva.

**Spelare som fortfarande är aktiva i klubben

## Allsvensk statistik
Lagstatistik
- Publikrekord, Råsundastadion: 35 611 (mot Djurgårdens IF, 16 september 2003)
- Publikrekord, Söderstadion: 22 000 (mot IFK Göteborg, 31 oktober 1982)
- Publikrekord, Tele2 Arena: 31 810 (mot BK Häcken, 4 november 2018)
- Största seger: 7-0 (mot Halmstads BK, 1 oktober 1972); 7-0 (mot Enköpings SK, 29 september 2003)
- Största förlust: 1-9 (mot Djurgårdens IF, 13 augusti 1990); 0-8 (mot IFK Göteborg, 2 juni 1925)

Spelarstatistik
- Flest säsonger: 18, Kenneth "Kenta" Ohlsson (1966-1983)
- Flest matcher: 333, Kenneth "Kenta" Ohlsson (1966-1983)
- Flest gjorda mål: 94, Billy Ohlsson (1972-1986)
- Flest mål en säsong: 19, Billy Ohlsson (1980)
- Flest mål i en match: 4, Thomas "Ludde" Lundin (12 september 1987, Östers IF - Hammarby IF 1-6)

Astrit selmani Hammarby-Kalmar 5-3 2021-12-04
- Flest nollor en säsong: 12, Ante Covic (2003)
- Flest nollor: 38, Gunnar Wilhelmsson (1975-1980)
- Flest utvisningar: 4, Mats Werner (1974-1979) och Johan "Danken" Andersson (2001-2003)

## Övrig statistik
Spelarstatistik
- Flest landskamper: 77, Ronnie Hellström
- Flest säsonger: 18, Kenneth "Kenta" Ohlsson (1966-1983)
- Flest mål: 162, Kurt Kjellström (1941-1946)
- Flest seriematcher (inkl kval och slutspel): 400, Kenneth "Kenta" Ohlsson (1966-1983)
- Flest mål en säsong: 41, Rune Larsson (Division 2 1957/1958)
- Flest mål i en match: 7, Rolf "Kocken" Andersson (Division 2, 25 augusti 1968, Åshammars IK 9-0)